# Scaphinotus andrewsi
Scaphinotus andrewsi är en skalbaggsart som beskrevs av Harris. Scaphinotus andrewsi ingår i släktet Scaphinotus och familjen jordlöpare. Inga underarter finns listade i Catalogue of Life.